# بالا قوسار
بالا قوسار (به ترکی آذربایجانی: Bala Qusar) یک منطقه مسکونی در جمهوری آذربایجان است که در شهرستان قوسار واقع شده است. بالا قوسار ۱۴۴۶ نفر جمعیت دارد.